# Bäckland
Bäckland är en by som ligger några kilometer öster om tätorten Nordingrå i Kramfors kommun i riktning mot Bönhamn. Bäckland ligger i en dal som i söder öppnar sig mot Sörleviken och Gaviksfjärden.